# Козак Микола Іванович (поет)
Мико́ла Іва́нович Козак (20 липня 1941, с. Чаплі, Самбірський район, Львівська область, Україна — 14 червня 2019, м. Харків, Україна) — український поет.

## Біографія
Народився у селі Чаплі, що на Львівщині. Пізніше жив в Oдеській області, опісля переїхав на Харківщину де провів решту свого життя. Закінчив Харківський індустріально-педагогічний технікум.
Член НСПУ (2003) та лауреат літературної премії Фонду Воляників-Швабінських (2006), і також лауреат літературної премії ім. Олександра Олеся (2007).

## Збірки
- «Розмова з матір'ю» (1976)
- «Молитва» (1995)
- «Бунтівний вітер» (2000)
- «Моє шаленство» (2002)
- «Червона ніч» (2007)[2]